# Hervé Carn

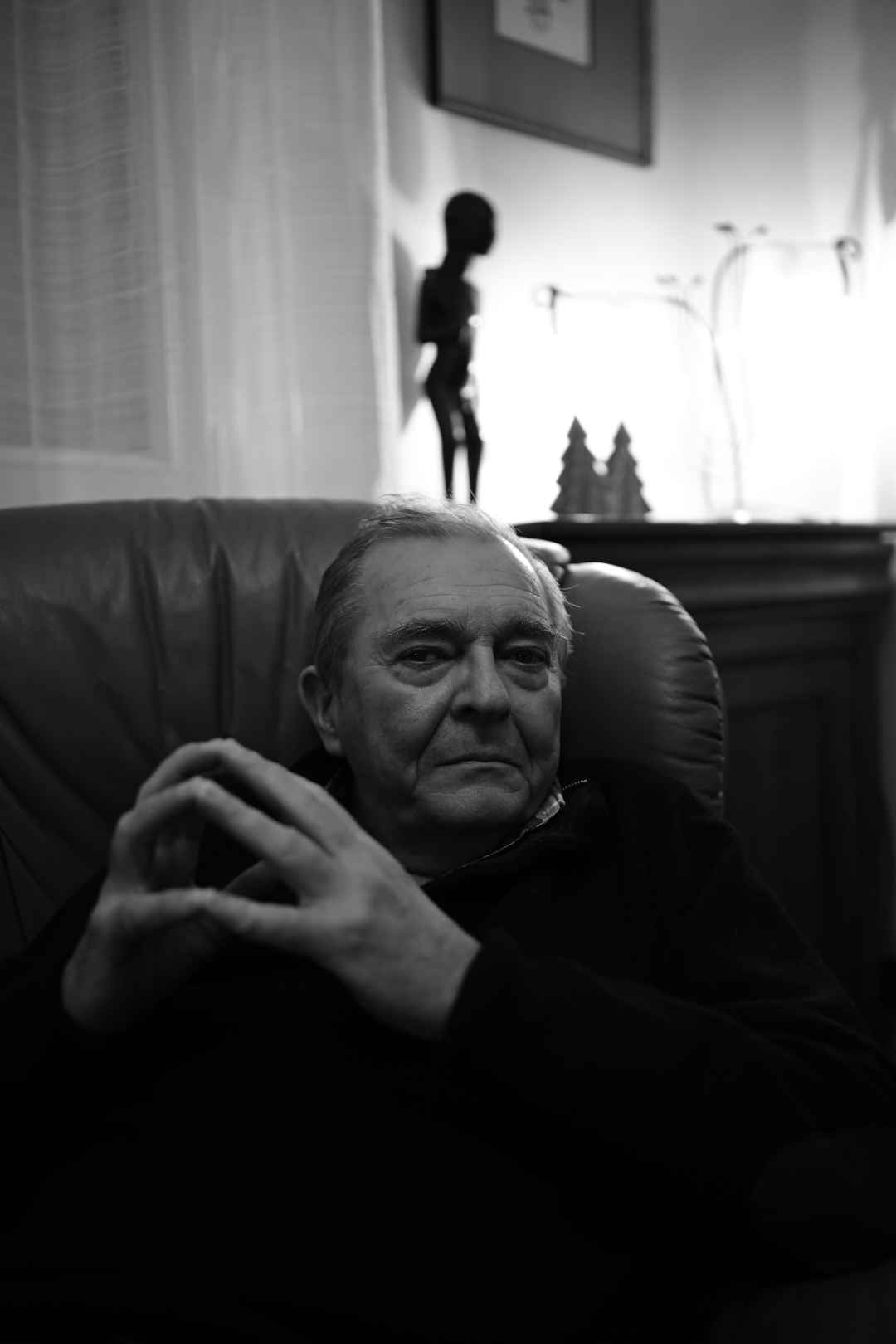
Hervé Carn

Hervé Carn est un écrivain français né le 30 avril 1949 à Fumay (Ardennes), de parents originaires du Finistère. Il passe son enfance et son adolescence dans cette ville ardennaise. Il a souvent dit son attachement aux Ardennes et à ses amis d'alors. Il poursuit ses études secondaires à Charleville et universitaires à Reims et à Paris. Il étudie la philosophie avant d'opter pour les lettres. Après avoir enseigné dans divers établissements, il a terminé sa carrière au lycée de La Fontaine des Eaux à Dinan où il a professé un quart de siècle tout en écrivant.
Hervé Carn vit actuellement à Plancoët.

## Activités littéraires
Il vit son enfance et son adolescence dans la ville ardennaise de Fumay où il est né. Il a souvent dit son attachement aux Ardennes et à ses amis d'alors. La famille passe toutes ses vacances à Brest, dans la presqu'île de Crozon et à Plonévez-du-Faou. Il poursuit ses études secondaires à Charleville et universitaires à Reims et à Paris. Il étudie la philosophie avant d'opter pour les lettres. Même s'il a eu une rencontre décisive avec l’œuvre de Julien Gracq lors de sa jeunesse, c'est à Reims, après les événements de 68, qu'il s'engage réellement dans une activité littéraire et qu'il se lie avec des jeunes gens qui deviendront eux-mêmes écrivains (Patrick Mouze, Michel Mourot, Jean-Marie Le Sidaner, Michel Lamart), notamment lors de rencontres organisées par le libraire et poète Joel Aubert au Grand-Jeu. Il y est l'un des fondateurs de la revue Givre avec Paul-Marie Péchenart et Pierre Pruvot. À cette époque, il écrit divers articles dans la presse littéraire et rencontre des peintres et des écrivains qui vont le marquer et l'accompagner : Pierre Klossowski, Maurice Roche, Julien Gracq, Georges Perros et Bernard Noël,,.
En 1973, il décide d'aller vivre à Quimper et établit des relations plus intimes avec Georges Perros, se promenant ensemble, échangeant des correspondances,. Dans son entourage, il rencontre le peintre Jean Bazaine, le galeriste Jacques Fouillen, les écrivains Jean Roudaut, Michel Butor et Vera Feyder, l'universitaire Michel Quesnel, le poète Jean-Claude Schneider et le poète-ethnologue Jean-Marie Gibbal avec qui il se lie d'une profonde amitié. Une mutation professionnelle le ramène à Charleville en 1977. En 1978, au moment du décès de Georges Perros, il fait la connaissance lors d'un rassemblement culturel au Havre du poète-cinéaste F.J. Ossang et de plusieurs auteurs bretons dont Michel Dugué et Yves Prié. Il décide de revenir en Bretagne en 1980 et s'installe à Plancoët. À la suite d'un livre d'artiste réalisé par Jean-François Gouiffès, ils décident tous les deux de créer Hôtel Continental, petite structure associative d'édition qui propose durant une vingtaine d'années des plaquettes associant plasticiens et auteurs de diverses origines et cultures. Parallèlement, Hervé Carn publie régulièrement articles, contributions lors de colloques, livres de poésie, romans et livres d'artistes.

## Liste des œuvres

### Romans
- L'Ordinaire de la nuit, La Différence, 1984[6]
- Mauvaise Mémoire, La Différence, 1988[7]
- Florian Magadur, chercheur, La Différence, 1991
- Pointe de la Garde, La Différence, 1994
- Issek, ou l'Histoire s'ouvre, Diabase, 1997
- Les Grands Nuages, Diabase, 1998
- Akparo, Diabase, 2001
- La Procession d'Echternach, Lignes/Léo Scheer, 2006
- Un jour dévoré par le monde, Apogée, 2016
- Le Grand Pas, Editions Folle Avoine, 2023

## Eloge
- Georges Perros, "La vie est partout", avec un lavis de Colette Deblé en couverture, La Part Commune, 2023

### Proses critiques
- Bernard Noël, "Poètes d'aujourd'hui", Seghers, 1986[8]
- Benjamin Péret et la Bretagne, Blanc-Silex, 2001
- Julien Gracq, "Rencontre", L'Atelier des Brisants, 2002
- Au Pays d'Aimé Césaire, Diabase, 2004

### Proses
- Tableaux fumaciens, Wigwam, 1994-Alibis, 2004
- Plages de Bretagne, (avec des photographies de Jean-François Gouiffès), Hôtel Continental, 1995
- La Lumière, L'Attentive, 2000
- Rodano, MLD, 2008
- L'Abattoir, Folle Avoine, 2019

### Poésie
- Les Chaises vides, (précédé de "Lettre verticale XII" de Bernard Noël), Ubacs, 1980
- la Nuit est pauvre, solitaire, Hôtel Continental, 1982
- Le Rêveur inutile, Ubacs, 1988
- L'Œil du monde, Hôtel Continental, 1990
- Le Peu d'air, Rencontres, 1993
- L'Organisation de la pénombre, Dumerchez, 1996
- Avec Sima, Mont Analogue, 1997
- Hoquets du silence, Dumerchez, 2001 (Prix Georges Perros)
- L'Arbre des flots, Césure, 2005
- Vent de cendre, Dumerchez, 2008
- Le Bruit du galop, Folle Avoine, 2019

### Ouvrages bibliophiliques
- Petit Jour, Dumerchez, 2012 (avec Guy Malabry)
- Emues, Folle Avoine, 2013 (avec Colette Deblé)
- Cet éclair, Double Cloche, 2014 (avec Yves Picquet)
- Ce monde est un désert, Folle Avoine, 2016 (avec Guy Malabry)
- Le Combat de la Lumière, Double Cloche, 2023 (avec Yves Picquet)

### Éditions critiques
- Pierre Mac Orlan, Brest (avant-lire de Hervé Carn), Ubacs, 1988
- Georges Perros-Bernard Noel, Correspondance (préface et notes de Hervé Carn), Éditions Unes, 1998, Réédition augmentée, 2022

### Anthologies
- Jacques Josse, Un État des Lieux, Ubacs, 1989
- Revue de Belles Lettres, Finistères, no 2, 1992
- Kazimierz Brakoniecki, Antologia Bretania, Centrum Francusko-Polskie, Olsztyn, 1997
- Hugo Horst, Double Hache, Dumerchez, 2001
- Bernard Noël, Un certain Accent, "Anthologie de poésie contemporaine", L'Atelier des Brisants/CNDP, 2002
- Noire et Blanche, no 2, février 2003
- Alain-Gabriel Monot, Poétique Bretagne, Keltia Graphic/COOP Breizh, 2003
- Chantal Bideau, poesia francesca de la region bretana, Vox, 2009
- Rudiger Fischer/Henri-Gwilherm Kerouredan, Zeit zum Leben, Le temps de vivre, Verlag im Wald, 2010
- N4728, no 21, 2012

### Ensembles intégralement ou partiellement consacrés à Hervé Carn
- Flache, no 11, octobre 1989
- Serta, no 3, 1998
- Steve 21, Automno 2000
- Hopala! , no 20, juillet-octobre 2005
- Soglie, Anno VIII, no 3-Dicembre 2006
- El Maquinista de la Generación, Numéro 30-31, Diciembre 2022

### Divers
- Collaboration à des revues françaises et étrangères (Les cahiers du Chemin, Givre, N.R.F, Europe, Serta, L'Ivraie, Les Amis de l'Ardenne, Steve, Plurial, Soglie, Les Lettres françaises, Hopala!...) ainsi que d'articles de dictionnaires et d'encyclopédies. Plus récemment, direction du numéro d'Europe consacré à Georges Perros (mars 2011-no 983).
- Textes ou livres traduits de l'allemand, anglais, polonais, espagnol, italien, galicien, grec.
- Nombreux livres d'artiste (Colette Deblé, Atsuko Ishii, Anne Slacik, Anne Montfort, Aurore Scotet, Bertrand Dorny, Guy Malabry, Jean-Jacques Rossbach, Bernard Noël, Jean-François Gouiffès, Jean-Pierre Thomas, Maxime Godard, Jacky Essirard).

## Pour approfondir